# Al corazón
Al corazón és una pel·lícula de l'Argentina filmada en color dirigida per Mario Sabato sobre el seu propi guió que es va estrenar el 6 de juny de 1996 i que va tenir com a narradors a Adriana Varela, Sergio Renán, Ernesto Sabato i Enrique Cadícamo. El tema del film és el tango i la recerca va estar a càrrec d'Irene Amuchástegui i Mario Sábato.

## Sinopsi
Documental sobre els encreuaments entre el tango i el cinema argentí.

## Repartiment
- Adriana Varela …relatora
- Sergio Renán … relator
- Ernesto Sabato … relator
- Enrique Cadícamo

Fragments de films amb
- Elías Alippi
- Pepe Arias
- Olinda Bozán
- Alberto Castillo
- Hugo del Carril
- Eva Duarte
- Carlos Gardel
- Roberto Goyeneche
- Libertad Lamarque
- Tito Lusiardo
- Azucena Maizani
- Tita Merello
- Mariano Mores
- Florencio Parravicini

+ Rosita Quiroga
- Aníbal Troilo
- Luis Sandrini
- Ángel Vargas

## Comentaris
Sergio Wolf a Film va escriure:
| « | «només cal dir l'esbossat per un narrador –Renán- que llegeix textos esclerosats al voltant d'una de les poques produccions legítimes i nobles que va donar aquest país?...Més enllà que la productora Imagen Satelitaria només tingui els drets de films fins a la dècada del ’50, queda com a evidència…el moment en què Sábato fa un tall temporal de la seva pel·lícula. No hi ha risc» | » |

Quintín a El Amante del Cine va opinar:
| « | «Un vídeo per vendre a Ezeiza.» | » |

Adolfo Martínez La Nación va opinar:{{cita|«…pel·lícula tendra humorística nostàlgica i entretinguda al mateix temps…. trossos de films que van fer època …imatges que són al mateix temps nostàlgia i bellesa d'un temps irrecuperable…una invitació al record i a l'amor a la pantalla gran i al tango….Tot és aquí plàcid i permet a l'espectador no importa de quina edat recrear-se amb els records més entranyables dels nostres artistes….Tècnicament el film és perfecte… és endinsar-se en la més pura nostàlgia i és també reviure una època embolicada en la boira dels anys.»
Manrupe i Portela escriuen:
| « | «…un passeig parcial i incomplet per algunes constants temàtiques del tango argentí, la mare, la milonga, l'abandó. Encara que no defrauda al públic major i pot ser un bon acostament per al públic jove, aquells que pretenguin una anàlisi musical hauran d'esperar…En el duel de fragments d'arxiu, els contrapunts entre Gardel i Del Carril deixen en evidència les insuficiències actorales del primer al costat de la convicció del segon.» | » |

## Premis
Asociación de Cronistas Cinematográficos de la Argentina
- Norberto Rapado, guanyador del Premi Cóndor de Plata al Millor Muntatge de 1997.